# Eugeni Fornells Juncosa
Eugeni Fornells Juncosa (Reus, Baix Camp, 16 d'abril de 1882 - Santa Fé, Argentina, 24 de juliol de 1961) va ser un pintor català.
Va fer els seus primers estudis artístics a Reus, a l'Acadèmia Fortuny amb el mestre Ramon Casals i Vernis. Es traslladà a Barcelona, on va donar diversos cursos com a professor de dibuix en col·legis privats. Va ser amic de Rafael Llimona, del qual rebé consell artístic. El 1908 es va casar i emigrà a Buenos Aires, i, després d'una curta temporada, s'establí a Rosario, on instal·là el primer taller de vitralls, "Vitraux d'Art". El 1914 va crear l'Agrupació Artística Catalana de Rosario, que va fusionar-se amb el Centre Català de Rosario. Va ser professor d'art a l'Associació de Foment de Belles Arts (1913), organitzador dels cursos de dibuix i professor a l'Ateneu Popular (també el 1913), que el comissionà, l'any 1916, per estudiar els mètodes i funcionament de diverses associacions culturals espanyoles. Va aprofitar per visitar Reus, i va pronunciar a l'Ateneu Obrer d'aquella ciutat diverses conferències sobre art. Aquell any va publicar alguns dibuixos seus a la premsa local. En tornar, va ser professor de dibuix a l'Escola d'Art Municipal Manuel Musta, de Rosario. Va ser director artístic de les revistes Teatro, Con Permiso i Athenea, i els seus dibuixos es publicaren a revistes de prestigi com Caras y caretas. Membre del consell assessor d'arts plàstiques a la Direcció Municipal de Cultura de Rosario, va ser també, president de l'Associació Argentina d'Artistes Plàstics. L'any 1932, va guanyar el premi Saló de Tardor i, el 1936, el premi Adquisició Municipal de Buenos Aires. Les seves obres figuren als museus de Rosario, Buenos Aires, Pergamino, Montevideo i Bahía Blanca.